# Wólka (Suwałki)
Pour les articles homonymes, voir Wólka.
Wólka est un village de Pologne, situé dans la gmina de Bakałarzewo, dans le Powiat de Suwałki, dans la voïvodie de Podlachie.

## Source
- (en) Cet article est partiellement ou en totalité issu de l’article de Wikipédia en anglais intitulé « Wólka, Suwałki County » (voir la liste des auteurs).